# Епископија (Козенца)
Епископија је насеље у Италији у округу Козенца, региону Калабрија.
Према процени из 2011. у насељу је живело 124 становника. Насеље се налази на надморској висини од 669 м.